# 大島弘輔
大島 弘輔（おおしま ひろすけ）は、日本の外交官。内閣官房内閣審議官兼インドシナ難民対策連絡調整会議事務局長等を経て、1991年（平成3年）から1994年（平成6年）までグアテマラ駐箚特命全権大使を務めた。

## 経歴・人物
東京都立新宿高等学校を経て、1958年外交官領事官採用上級試験合格。1959年東京大学法学部卒業、外務省入省。在アルゼンチン日本国大使館一等書記官を経て、1975年在ブラジル日本国大使館一等書記官。1977年在メキシコ日本国大使館参事官。1979年外務省アジア局調査官兼経済局。同年外務大臣官房領事移住部移住課長。
1981年在アルゼンチン日本国大使館参事官。1984年在イタリア日本国大使館公使兼在マルタ日本国大使館公使。1986年内閣審議官（内閣官房内閣審議室）兼インドシナ難民対策連絡調整会議事務局局長。1989年駐リベリア兼シエラレオネ特命全権大使。1991年駐グアテマラ特命全権大使。1994年参議院外務委員会調査室長。1998年参議院外交・防衛委員会調査室長。